# Shah Tepe
Shah Tepe és un jaciment arqueològic d'època neolítica situat a la plana de Gorgan, al nord-est de l'Iran.

## Excavació
El dipòsit antròpic del jaciment, excavat per l'arqueòleg suec T.J. Arne mitjançant vuit eixos quadrats (10 x 10 m; el quadrat F feia 10 x 15 m) l'any 1933, és testimoni de tres períodes principals d'ocupació. El material arqueològic i les fotos de les excavacions es conserven avui en dia al Museu d'Antiguitats del Mediterrani i del Pròxim Orient d'Estocolm.
El 1940, Arne va organitzar una exposició al Museu d'Història de Suècia amb les troballes de Shah Tepé, juntament amb altres articles trobats a l'Iran.

## Descripció
Es tracta d'un turó ovalat amb un eix longitudinal orientat nord-sud. El vessant est és més costerut i recte, mentre que el de ponent és força arrodonit i amb un pendent més suau. La longitud del turó és d'uns 165 metres i té una amplada de 135 metres. La part superior forma un altiplà força uniforme d'uns 7-7,5 m d'alçada. El punt més alt és de 8,11 m.
Les investigacions d'Arne van confirmar que la zona funcionava com a un enllaç de connexió entre l'est i l'oest.

### Cronologia
El més antic (Shah III) es remunta al període calcolític i està representat per nombroses tombes que contenen ceràmica negra o grisa i ceràmica pintada decorada amb dibuixos negres sobre un fons vermellós. Shah IIB i IIA són nivells de l'edat del bronze i contenien enterraments amb ceràmica negra o grisa i recipients d'alabastre. La capa superior (Shah I) contenia tombes musulmanes en associació amb altres materials del mateix període.

### Enterraments
Per regla general, les tombes semblen haver estat excavades sota el terra de les cases, potser també en altres emplaçaments, però no formaven un cementiri. Es van trobar unes 260 tombes amb esquelets, un petit nombre d'ells alterats. Dels 257 esquelets, 176 eren prehistòrics i 81 pertanyen al període musulmà. Amb reres excepcions, els esquelets prehistòrics estaven ajaguts de costat en una fossa senzilla i individual. Gairebé la meitat dels esquelets estaven orientats aproximadament cap a l'est. En dos casos, mare i fill havien estat enterrats junts i en un cas dos adults, possiblement home i dona. S'hi va identificar un enterrament col·lectiu: contenia cinc individus, els cossos dels quals estaven mutilats i acompanyats d'ofrenes d'ovella i cabra. Els cadàvers anaven acompanyats habitualment de recipients d'argila i alabastre en gran o petit nombre, ornaments de coure, comptes de diversos tipus de pedra, coure, faisa i vidre, ornaments puntuals i estris d'os i pedra. En rares excepcions hi havia també la presència d'armes.